# Hybanthus graminifolius
Hybanthus graminifolius är en violväxtart som först beskrevs av Chod, och fick sitt nu gällande namn av G. K. Schulze. Hybanthus graminifolius ingår i släktet Hybanthus och familjen violväxter. Inga underarter finns listade i Catalogue of Life.